# Aborrebjerg
Aborrebjerg är en kulle i Danmark. Den ligger i Vordingborgs kommun i Region Själland, i den sydöstra delen av landet, 80 km söder om Köpenhamn. Toppen på Aborrebjerg ligger 142 meter över havet. Aborrebjerg är den högsta punkten på ön Mön. Närmaste större samhälle är Stege, 16 km väster om Aborrebjerg. I omgivningarna runt Aborrebjerg växer i huvudsak blandskog.